# Boantropia
Boantropia – zaburzenie psychiczne polegające na występowaniu u chorego przekonania, iż jest krową.